# Червов, Вадим Сергеевич
Вадим Сергеевич Червов (укр. Вадим Сергійович Червов; 25 декабря 1930 года, Ярославль — 8 апреля 2000 года) — украинский виолончелист русского происхождения. Заслуженный артист Украины.

## Биография
Родился 25 декабря 1930 года в Ярославле.
Музыкальное образование получил в Московской консерватории (1947—1952) в классе Г. С. Козолупова и М. Л. Ростроповича (педагогическая практика).
Более 40 лет преподаватель, более 30 лет заведующий кафедрой струнно-смычковых инструментов НМАУ им. Чайковского, профессор. Играл в составе трио с Виталием Сечкиним (укр. Сєчкін Віталій Васильович) (фортепиано) и Алексеем Гороховым (скрипка) и в дуэте с Еленой Дмитриевой (фортепиано).

## Награды
- Заслуженный артист Украины